# ولتورارا ایرپینا
وولتورارا ایرپینا (به ایتالیایی: Volturara Irpina) یک کومونه در ایتالیا است که در استان آولینو واقع شده‌است. وولتورارا ایرپینا ۳۲ کیلومتر مربع مساحت و ۳٬۳۲۷ نفر جمعیت دارد و ۶۲۰ متر بالاتر از سطح دریا واقع شده‌است.